# Выползово (Переславский район)
Выползово — деревня в составе городского округа Переславль-Залесский Ярославской области.

## География
Расположена близ берега реки Сабля на границе с Тверской области в 69 км на северо-восток от Переславль-Залесского.

## История
На погосте Космы и Дамиана близ деревни в 1790 году была построена каменная церковь с тремя престолами: летний храм - в честь Богоявления Господня, зимний храм: первый придел - в честь бессребреников Космы и Дамиана, второй придел - в честь св. апост. и еванг. Иоанна Богослова.
В конце XIX — начале XX Косьмодемьяновский погост и деревня Выползово входили в состав Сигорской волости Угличского уезда Ярославской губернии.
С 1929 года деревня входила в состав Раменского сельсовета Нагорьевского района, с 1954 года — в составе Загорьевского сельсовета, с 1963 года — в составе Переславского района, с 2019 года — в составе Нагорьевского сельского поселения, с 2019 года — в составе городского округа Переславль-Залесский.

## Население
| 1914 | 2007 | 2008 | 2010 |
| ---- | ---- | ---- | ---- |
| 22   | ↘0   | →0   | →0   |

## Достопримечательности
На Космодемьянском погосте близ деревни расположена недействующая Церковь Богоявления Господня (1790).